# ابراهیم بدبوده
ابراهیم بدبوده (عربی: ابراهيم بدبودة؛ زادهٔ ۲۸ اوت ۱۹۹۰) بازیکن فوتبال اهل الجزایر است.
از باشگاه‌هایی که در آن بازی کرده‌است می‌توان به باشگاه فوتبال مولودیه الجزایر، باشگاه فوتبال اتحاد الجزایر، و باشگاه فوتبال لو مان اشاره کرد.
وی همچنین در تیم‌های ملی فوتبال زیر ۲۳ سال الجزایر و الجزایر بازی کرده‌است.